# Fegyverszünet
A fegyverszünet (vagy tűzszünet, fegyvernyugvás) a harci cselekmények ideiglenes, helyi érvényű (angol: ceasefire), vagy hosszabb ideig tartó, általános (angol: armistice) beszüntetése. Az általános fegyverszünet megszünteti a háború tényleges állapotát, de a jogi állapotát csak a békeszerződés szüntetheti meg.
A fegyverszünet egyike a háború alatt a két vagy több szemben álló fél által köthető egyezményeknek.

## Fegyverszünet fajtái

### Ideiglenes fegyverszünet
Az ideiglenes fegyverszünet, azaz a fegyvernyugvás vagy tűzszünet kihirdetése általában a hadviselő felek szemben álló parancsnokainak hatáskörébe tartozik és célja lehet az elesett katonák eltemetése, a sebesült katonák és a civil lakosság kimenekítése, istentisztelet tartása vagy például béketárgyalások kezdeményezése vagy folytatása.

### Általános fegyverszünet
Az általános fegyverszünet általában a politikai vezetés hatáskörébe tartozó államcselekmény, megkötése diplomáciai képviselő (vagy a legfelsőbb hadvezetés) feladata és minden érintett hadviselő félre vonatkozik. Az általános fegyverszünetet általában a végleges békeszerződés megkötése előtt hirdetik ki.

### Egyoldalú fegyverszünet
A tűzszünetet az egyik harcoló fél egyoldalúan, általában az ideiglenes fegyverszünetnél tárgyalt okból hirdetik ki. Jellemző, hogy a jobb stratégiai helyzetben lévő hadviselő fél kezdeményezi. Ez egy egyoldalú vállalás, tapasztalatok szerint nem szokott tartós fegyvernyugváshoz vezetni. Példa: 2008–2009-es Izrael–Hamász-konfliktus alkalmával (január 7.) Izrael bejelentette, hogy minden nap három órára felfüggeszti (helyi idő szerint 12:00-tól 15:00-ig) a harcokat. Később a Hamasz is csatlakozott a fegyverszünethez.

## Fegyverszünet általánosan elfogadott szabályai
A hadviselés általános szabályai és a nemzetközi hadijog (ius in bello: a hadviselés során alkalmazandó normák) nem szabályozzák pontosan a fegyverszünet szabályait, bár az 1899-es II. hágai egyezmény tartalmaz bizonyos előírásokat a fegyverszünetre vonatkozóan, amit az 1907-es hágai konferencia megerősített.
- A fegyverszüneti egyezmény hatálya alá tartozó csapatok parancsnokainak kötelessége a csapatokat értesíteni az egyezmény megkötéséről és a harci cselekmények beszüntetéséről.
- A fegyverszünet időtartama alatt mindegyik hadviselő fél jogosult az általa elfoglalt területen minden, békeidőben szokásos tevékenységet folytatni. Ide tartozik például a sebesültek elszállítása, a polgári infrastruktúra helyreállítása, stb. A fegyverszünet megsértésének számít minden, a harctevékenységhez köthető művelet, például a felvonulási utak kijavítása, csapatok manőverezése, lőszer v. más harcanyag felhalmozása, amelyet a szemben álló fél, amennyiben továbbra is harc folyna, megakadályozna.

A fegyverszünet időtartama alatt természetesen minden támadó jellegű tevékenységet szüneteltetni kell, de nehezebb megítélni a védelmi jellegű intézkedéseket, mint például előnyösebb pozíciók elfoglalása, erődítmények emelése vagy kijavítása, friss csapatok előremozgatása. A harc menete során természetesen a másik fél igyekezne ezeket a tevékenységeket meghiúsítani, de legalábbis megzavarni. Az ilyen tevékenységeket általában a fegyverszünet nem engedélyezi.
- Általában engedélyezett a csapatok összegyűjtése a frontvonaltól távolabb, ahol a harccselekményeket közvetlenül nem befolyásolják, illetve a másik fél nem tudja megakadályozni.
- Ha valamelyik fél folytatja a harctevékenységet, mert nem volt tudomása erről (például a parancsnokságtól elvágva, az ellenség hátországában harcol), akkor az nem számít a fegyverszünet megsértésének.
- A fegyverszünet időtartamára szokás egy semlegességi területet kijelölni, amelyet a felek megszállnak és a másik fél katonáinak tilos oda belépni. A polgári lakosság számára a semlegességi területekre való bejárás jogát a feleknek külön kell engedélyezni.

A fegyverszüneti egyezmény lejárta után a harccselekmények külön bejelentés nélkül újrakezdhetők, illetve ha valamelyik fél megszegi a fegyverszünet előírásait, a másik jogosult a hadműveletek megkezdésére.
A hágai egyezmény kifejezetten megtiltja a fegyverszünet vagy azzal kapcsolatos jelzések (például fehér zászló) álnok vagy az ellenség megtévesztését szolgáló felhasználását.

## Történelmi példák

### Első világháború
Az első világháború során 1914. december 24-én nem hivatalos tűzszünet állt be a nyugati fronton szemben álló brit és német csapatok között, amíg a szemben álló felek katonái a karácsonyt ünnepelték. A fegyverszünetet semmilyen szerződés nem előzte meg és néhány napon belül a háborút újrakezdték. A rákövetkező években a hadműveletek egyre hevesebbek voltak és hasonló spontán fegyverszünetre már nem került sor.
Az első világháborút lezáró fegyverszüneti egyezmény 1918. november 11-i megkötését, illetve a Német Birodalom feltétel nélküli megadását a mai napig számos európai ország hivatalos állami ünnepként tartja nyilván. Az egyezményt a franciaországi Compiègne közelében írták alá és "Armistice Day" vagy "Remembrance Day" néven emlékeznek a háborúban elesett katonákra.
Az I. világháborút követő "furcsa háború" egyik magyar vonatkozású epizódja, a belgrádi fegyverszüneti egyezményt követő sem béke, sem háború állapotában szállta meg a történeti Magyarország nagy részét a cseh, a román és a szerb hadsereg. A "furcsa háborúnak" elnevezést az indokolta, hogy érvényes fegyverszünet idején, érvényes nemzetközi szerződések megszegésével (bár az antant hatalmak hallgatólagos hozzájárulásával) vívták.

### A koreai háború
Az 1950-ben kitört koreai háborúnak az 1953. július 27-én az ENSZ csapatok főparancsnoka és az észak-koreai néphadsereg, illetve a kínai önkéntesek parancsnokai által aláírt fegyverszüneti egyezmény vetett véget. A fegyverszüneti egyezmény jelölte ki a két Koreát máig elválasztó demarkációs vonalat, amíg a két ország végleges békeszerződést nem köt.

### Izraeli-palesztin konfliktus
A fegyverszüneti egyezmények egyik legfrissebb példája Izrael és a Palesztin Hatóság között 2005. február 8-án kihirdetett fegyverszüneti egyezmény. Az egyezmény bejelentésekor a palesztin küldöttség vezetője, Saeb Erakat bejelentése alapján a palesztin elnök, Mahmúd Abbász elrendelte az ellenségeskedések beszüntetését minden izraeli ellen és Aríél Sárón izraeli miniszterelnök hasonlóképpen cselekedett.
Az egyezmény ellenére továbbra is folytatódtak az izraeliek elleni támadások, előbb ugyanazon év február 25-én, majd augusztus 28-án további öngyilkos merényletekre került sor.

## Egyéb
A magyar Büntetőtörvénykönyv szerint a fegyverszünet megszegése az állam elleni bűncselekmények közé tartozik.
- 162. §
  - (1) Aki a fegyverszünet feltételeit megszegi, bűntettet követ el, és egy évtől öt évig terjedő szabadságvesztéssel büntetendő.
  - (2) A büntetés öt évtől tíz évig terjedő szabadságvesztés, ha a fegyverszünet megszegése különösen súlyos következményekre vezet.[7]

## Fordítás
- Ez a szócikk részben vagy egészben  a   Ceasefire című angol Wikipédia-szócikk fordításán alapul.  Az eredeti cikk szerkesztőit annak laptörténete sorolja fel. Ez a jelzés csupán a megfogalmazás eredetét és a szerzői jogokat jelzi, nem szolgál a cikkben szereplő információk forrásmegjelöléseként.